# Vesperus serranoi
Vesperus serranoi es una especie de insecto coleóptero de la familia Vesperidae. Estos longicornios se distribuyen por el sudoeste de la península ibérica (España y Portugal).
V. serranoi mide entre 12 y 20 mm, estando activos los adultos en agosto y septiembre.